# Kašparowa Chata
Kašparova Chata – górskie schronisko turystyczne w Czechach, w Sudetach Środkowych, w Górach Orlickich czes. Orlicke horý.

## Położenie
Schronisko górskie w północno-środkowych Czechach, w kraju pardubickim (czes. Pardubický kraj) okres Ústí nad Orlicí, około 4,6 km na południowy zachód od Międzylesia i około 2,0 km na południowy wschód od czeskiej miejscowości České Petrovice.
Schronisko położone jest na Mladkovskiej vrchovinie (Wyżyna Mladkovska) w najbardziej wysuniętej na południe części Gór Orlickich, na północno-wschodnim zboczu Adama na wysokości 760 m n.p.m. przy skraju rozległej górskiej łąki, około 200 m w linii prostej od granicy polsko-czeskiej. Miłą atmosferę w schronisku tworzy drewniany wystrój wnętrza utrzymany w ludowej stylistyce, belki stropowe oraz pokoje ozdobione są malowanymi motywami roślinnymi typowymi dla sztuki ludowej Gór Orlickich. Z zewnątrz schronisko przypomina przytulną wiejską chatę.

## Historia schroniska
W przeszłości w budynku obecnego schroniska mieściła się przygraniczna gospoda wiejska.
W 1935 roku budynki wraz z gospodą zakupił Klub Czechosłowackich Turystów z Hradca Králové. W 1936 roku po przebudowie i modernizacji, w dawnej gospodzie utworzono górskie schronisko turystyczne. Uroczystego otwarcia schroniska z nadaniem nazwy dokonano w 1937 roku. Nosi imię Karla Slavomira Kasparowa (1867–1954) wieloletniego prezesa orlickiej grupy KCT, zasłużonego dla rozwoju czeskiej turystyki na terenie Gór Orlickich. W latach 70. i 80. XX wieku schronisko służyło jako ośrodek wypoczynkowy. Dla turystów otwarto w połowie lat 90. XX wieku.

## Przejście graniczne
Na południowy wschód poniżej schroniska znajduje się byłe przejście graniczne do Polski Kamieńczyk-Mladkov Petrovičky.

## Turystyka
Schronisko położone jest przy szlakach turystycznych:
- czerwony – prowadzący przez Olešnice v Orlických horách, najwyższe szczyty Gór Orlickich: Wielką Desztnę czes.Velká Deštná i Małą Desztnę czes.Malá Deštná.
- W pobliżu schroniska przy polsko – czeskiej granicy znajduje się punkt widokowy Kladská Vyhlídka z panoramą na Góry Bystrzyckie, Masyw Śnieżnika, północno-zachodnią część Gór Orlickich z Wielką Desztną czes.Velká Deštná, Wysoczyznę Międzylesia, Králíky[6].
- W pobliżu schroniska na zachodnim zboczu wzgórza Adam wznosi się kilkanaście bunkrów Grupy Warownej Adam wchodzących w skład czeskich fortyfikacji granicznych z lat 30. XX wieku.

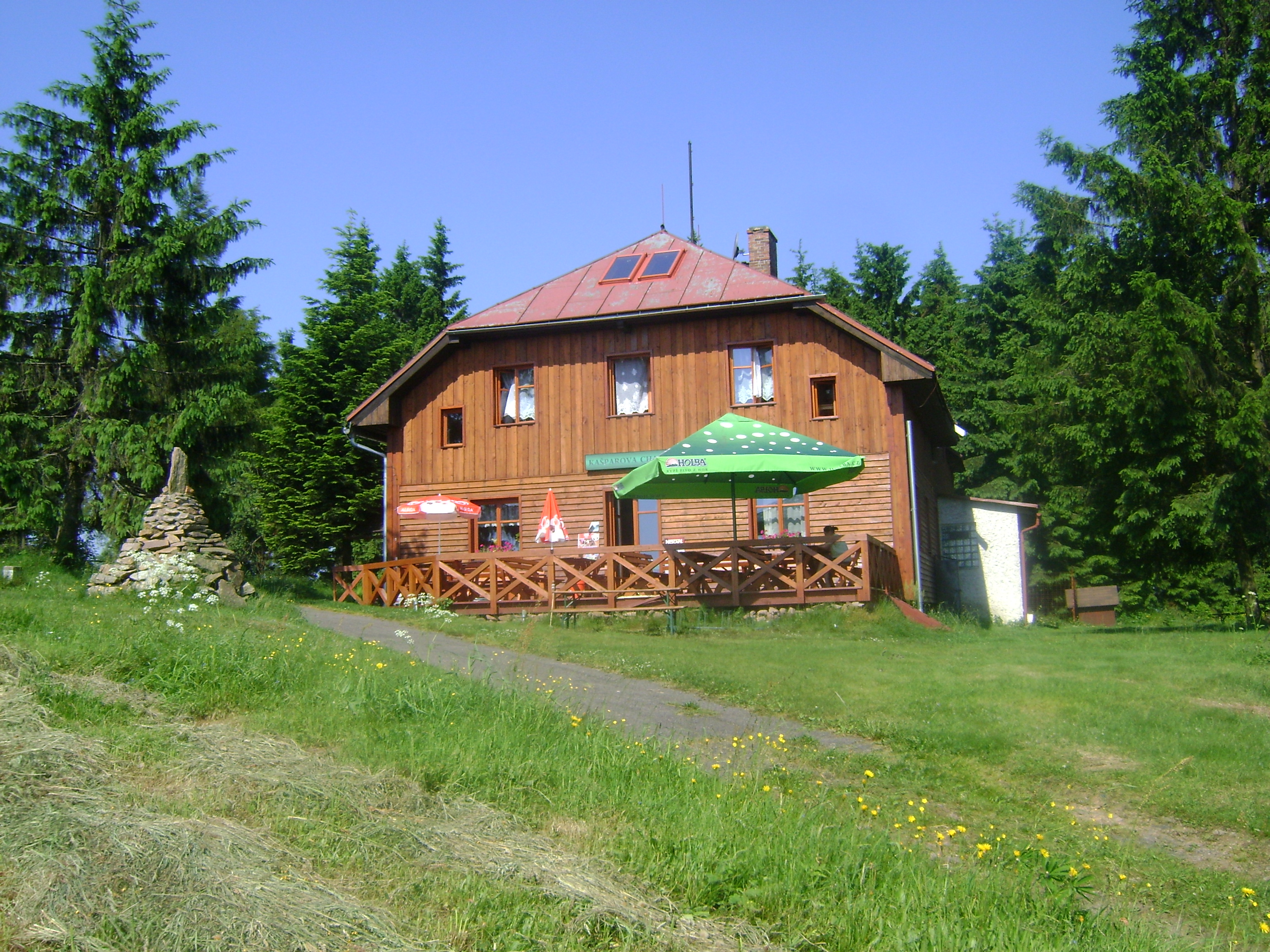
Schronisko od strony wschodniej.
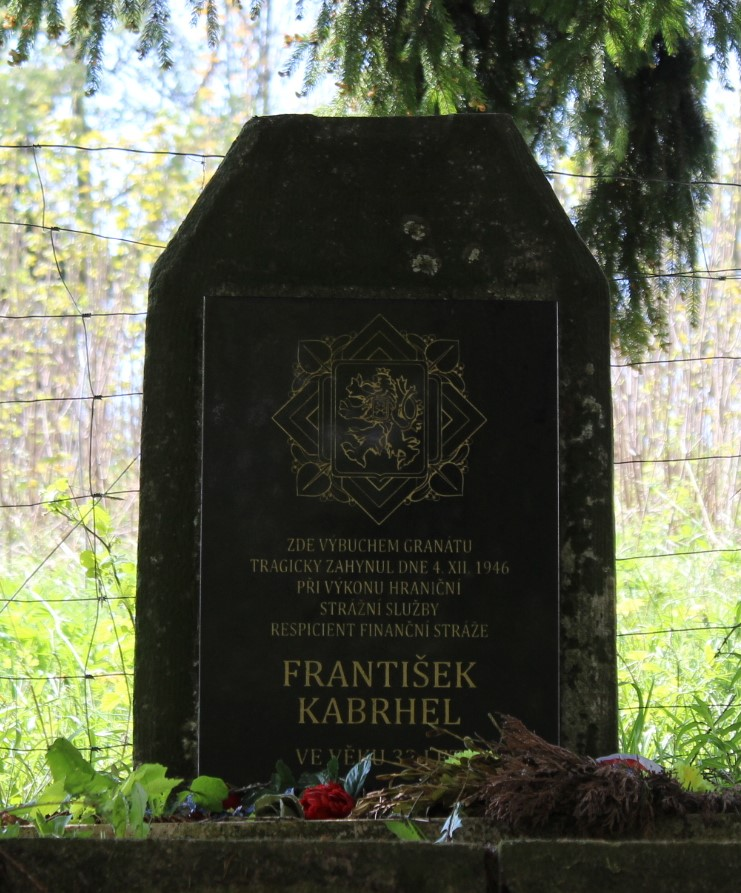
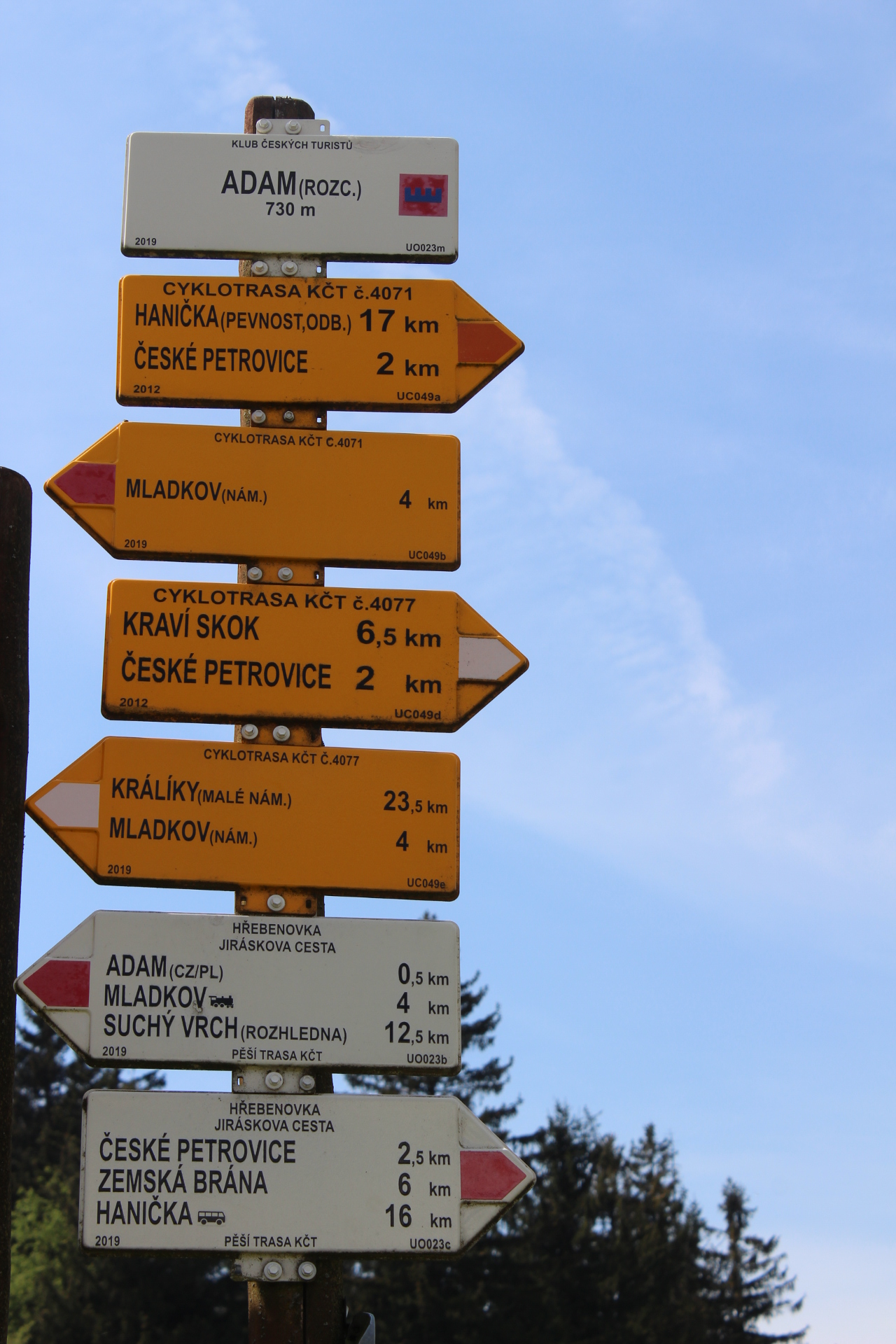
Znak